# Consoranni
Les Consoranni (terme latin parfois francisé en Consorans, essentiellement dans les ouvrages historiques du XIXe siècle) sont un peuple qui vécut durant l'Antiquité dans le sud-ouest de la Gaule, au pied des Pyrénées centrales.  Ils furent un des neuf peuples aquitains de la province de Novempopulanie. Leur capitale était l'actuelle Saint-Lizier, en Ariège. Ils ont laissé leur nom à la région historique du Couserans. Une partie de ce peuple, les Consuarani, était intégrée à la Gaule narbonnaise.

## Hypothèses concernant l'implantation et la division du peuple desConsoranni
Les mentions les plus anciennes du peuple des Consoranni se trouvent dans l'Histoire naturelle de Pline l'Ancien, au Ier siècle de notre ère. Pline distingue deux peuples : les Consoranni qui font partie des 23 peuples de la province romaine d'Aquitaine nouvellement créée par Auguste ; et les Consuarani de la Gaule narbonnaise,, depuis longtemps intégrée à l'Empire romain. 
La distinction effectuée par Pline entre Consoranni d'Aquitaine et Consuarani de la Narbonnaise semble aujourd'hui acceptée et l'on y voit l'indice de la division d'un même peuple en deux entités, l'une à l'Ouest qui fut rattachée à la civitas des Convènes lors de sa création à l'époque d'Auguste, l'autre à l'Est qui dépendait de la cité de Toulouse.
Il a été supposé que le peuple des Consoranni avait été déplacé et fixé dans cette région par les Romains à la manière de leurs voisins les Convènes, bien qu'il n'existe aucune preuve formelle à l'appui de cette hypothèse.

## Lacivitasdes Consoranni
Entre la fin du Ier siècle et celle du IVe, peut-être lors de la grande réforme administrative et territoriale de Dioclétien au tout début du IVe siècle, le territoire des Consoranni fut promu au statut de civitas, comme le constate la Notitia Galliarum (entre la fin du IVe et le Ve siècle). 
La capitale de la civitas Consorannorum (la « cité » des Consoranni) était Saint-Lizier. Le nom antique de cette ville nous est resté inconnu. Elle était entourée d'une grande enceinte défensive délimitant une zone de 2,6 hectares, enceinte qui reste de nos jours toujours visible et en excellent état de conservation. La muraille était pourvue de six tours circulaires et peut-être d'une tour carrée.
Le territoire s'étendait sur le bassin du Salat et la région du Séronais (vallée autour de La Bastide-de-Sérou). On ne connaît pas précisément ses limites mais on estime qu'elle couvrait approximativement la région actuelle du Couserans ou, pour être plus précis, celle du diocèse de Couserans à l'époque médiévale.

## La population
La population des Consoranni ne formait probablement pas un unique pagus mais elle était plutôt constituée de plusieurs pagi. Les noms des habitants à l'époque antique, tels que nous les révèlent divers autels funéraires ou votifs trouvés autour de Saint-Lizier, montrent qu'à une population autochtone de langue aquitanique s'étaient mélangés des éléments des populations celtes avoisinantes. 
Le peuple s'adapta aux mœurs et coutumes romaines mais conserva une forte empreinte des traditions pré-romaines. À l'époque romaine, des divinités locales continuaient à être adorées, telle la déesse Ande à Caumont ou le dieu Arsilunnus à Argein. On trouve la trace de la déesse celtique Bélisama à Saint-Lizier. Les dieux romains faisaient aussi l'objet d'un culte. Mais ils sont parfois assimilés à des dieux indigènes : Jupiter porte l'épithète d'Haloissus à Gajan et il est décrit comme « dispensateur des bonnes saisons », attribution bien peu romaine, à Lescure.
Les Consoranni furent christianisés assez précocement, au IVe ou Ve siècle. Grégoire de Tours attribue leur christianisation à l'évêque Valerius (qui aurait donné son nom au Mont Valier) mais ce personnage semble plus ou moins légendaire. En 506, au concile d'Agde, un évêché est par contre attesté à Saint-Lizier de manière certaine : l'évêque en est Glycérius, et c'est de son nom que dérive l'étymologie de Saint-Lizier.